# Hurven
Hurven är en sjö i Gislaveds kommun i Småland och ingår i Nissans huvudavrinningsområde. Sjön är 22 meter djup, har en yta på 1,68 kvadratkilometer och är belägen 133,1 meter över havet. Sjön avvattnas av vattendraget Bolån. Vid provfiske har bland annat abborre, braxen, gädda och mört fångats i sjön.

## Delavrinningsområde
Hurven ingår i det delavrinningsområde (633819-133902) som SMHI kallar för Utloppet av Hurven. Avrinningsområdets medelhöjd är 141 meter över havet och ytan är 7,81 kvadratkilometer. Det finns inga delavrinningsområden uppströms utan avrinningsområdet är högsta punkten. Bolån som avvattnar avrinningsområdet har biflödesordning 3, vilket innebär att vattnet flödar genom totalt 3 vattendrag innan det når havet efter 81 kilometer. Delavrinningsområdet består mestadels av skog (67 procent). Avrinningsområdet har 1,75 kvadratkilometer vattenytor vilket ger det en sjöprocent på 22,4 procent.

## Fisk
Vid provfiske har följande fisk fångats i sjön:
- Abborre
- Braxen
- Gädda
- Mört
- Siklöja
- Ål